# Parafia św. Michała Archanioła w Tyńcu nad Ślęzą
Parafia Michała Archanioła w Tyńcu nad Ślęzą – znajduje się w dekanacie Borów w archidiecezji wrocławskiej. Erygowana w XIII wieku.
Obsługiwana przez księży archidiecezjalnych. Jej proboszczem jest ks. mgr lic. Andrzej Guźniczak.

## Parafialne księgi metrykalne
| Księgi metrykalne | Okres ewidencji |  |
| ----------------- | --------------- |  |
| chrztów           | 1945 -          |  |
| ślubów            | 1945 -          |  |
| zgonów            | 1945 -1955      |  |